# Пигмеи
Пигме́и (греч. Πυγμαῖοι — «люди величиной с кулак») — группа низкорослых негроидных народов, обитающих в экваториальных лесах Африки. Другое название африканских пигмеев — негрилли. 
Современные пигмеи делятся на западных (бакола, бака, ака в Республике Конго, Камеруне, Габоне и Центрально-Африканской Республике) и восточных (мбути на востоке Демократической Республики Конго (ДРК), тва в ДРК, Руанде, Бурунди, Танзании и Уганде).

## Свидетельства
Пигмеи упоминаются уже в древнеегипетских надписях III тыс. до н. э., в более позднее время — в древнегреческих источниках (в «Илиаде» Гомера, у Геродота и Страбона).
Согласно надгробной надписи египетского вельможи номарха Та-сети (Элефантинского нома) и «начальника Юга» Хуфхора, он привёз из экспедиции в Экваториальную Африку своему владыке, фараону VI династии Древнего царства Пиопи II (2279—2219 гг. до н. э.), вступившему на престол ребёнком, «чёрного карлика», получив от него за это высокую награду. В этой же надписи говорится, что это был не первый «чёрный карлик», доставленный в Египет с юга, и упоминается другой, доставленный «казначеем бога» Баурджедом (Баурдедом) для Исети —вероятно, фараона V династии Древнего царства Джедкара Исеси (XXIV век до н. э.), предшественника Пиопи II.
Аристотель считал пигмеев, упоминаемых в греческой мифологии, действительно существовавшим народом.
В XIX веке существование пигмеев было подтверждено немецким исследователем Георгом Августом Швейнфуртом, российским исследователем В. В. Юнкером и другими, которые обнаружили эти племена в тропических лесах бассейна рек Итури и Узле (различные племена под именами: акка, тикитики, обонго, бамбути, батва).

## История изучения
В 1929—1930 годах экспедиция П. Шебеста описала пигмеев бамбути (Bambuti), в 1934—1935 годах немецкий исследователь Мартин Гузинде обнаружил пигмеев эфе (Efé) и басуа (Basua).
В 1960-е годы бельгийский этнолог и натуралист Жан-Пьер Алле совершил несколько экспедиций к пигмеям племени эфе, проживавшим в дождевых лесах у озера Киву в Руанде. Несколько месяцев он прожил вместе с одной из общин пигмеев. Материалы, собранные им, легли в основу двух документальных фильмов: «Пигмеи» (Pygmies, 1973) и «Пигмеи леса Итури» (The Pygmies of the Ituri Forest, 1975). В 1975 году Жан-Пьер Алле основал благотворительный Фонд помощи пигмеям, в результате успешной деятельности которого численность эфе к 1980 году выросла до 4 000 человек. К 1994 году фонд достиг цели обеспечения землёй для занятия сельским хозяйством 46 % пигмеев в Конго.
В начале XXI века пигмеи проживали в основном в лесах ДР Конго, Конго, Габона, Камеруна, Центральноафриканской Республики, Руанды.

## Физический тип
Рост пигмеев — от 124 до 150 см для взрослых мужчин, кожа — светло-коричневая, волосы — курчавые, тёмные, губы — сравнительно тонкие. Этот физический тип можно отнести к особой расе. 
По внешнему виду к ним близки негритосы Южной и Юго-Восточной Азии, жители некоторых островов Меланезии и северо-востока Австралии, но генетически между пигмеями и негритосами имеются сильные различия.

## Антропология и генетика
Для выявления мутаций, объясняющих низкорослость пигмеев, учёные сопоставили геномы пигмеев батва и их соседей-земледельцев бакига, а также геномы пигмеев бака и их соседей-земледельцев нзебе и нзими. Выяснилось, что однонуклеотидные полиморфизмы, отвечающие за низкий рост, у пигмеев батва и бака отличаются, а значит карликовость африканских племён является результатом конвергентной эволюции.
У живущих восточнее бака народов эфе и суа изначально рождаются маленькие дети — ограничитель роста включается во время внутриутробного развития. В первые два года жизни дети бака растут заметно медленнее европейцев.
Частота Y-хромосомной гаплогруппы B у пигмеев ака и мбути достигает 35 %. В геномах йоруба и пигмеев-мбути обнаружено от 0,2 % до 0,7 % неандертальских генов. Для сравнения, у неафриканских народов — около 1-3% ДНК неандертальцев, что указывает на обратную миграцию евразийского населения в Африку около 3000 лет назад, а также подтверждает теорию африканского происхождения человека. Изучение ДНК биака показало, что примерно 2 % генетического материала было вставлено в геном человека около 35 000 лет назад. Эти последовательности они получили от ныне вымершего члена рода Homo, который отделился от современного человека около 700 000 лет назад.

## Род занятий
Пигмеи — жители лесов, лес для них — источник всего необходимого для жизни. Основные занятия — охота и собирательство. Пигмеи не изготавливают каменные орудия труда, ранее они также не умели добывать огонь (источник огня переносили с собой). Орудие охоты — лук со стрелами с металлическими наконечниками, причём эти наконечники часто отравлены. 

## Языки
Пигмеи обычно говорят на языках окружающих их народов — эфе, асуа, бамбути и др. 

## Галерея
- Пигмей, сражающийся с журавлём (из древнегреческой мифологии)
- Семья пигмеев
- Пигмеи племени бака